# Funktionselite (Arbeitsrecht)
Im deutschen Arbeitsrecht bezeichnet der Begriff Funktionselite eine Gruppe von Arbeitnehmern einer bestimmten Berufsgruppe, die, gewerkschaftlich organisiert, eine besonders große Kampfkraft gegenüber Großunternehmen haben, weil sie den Betriebsablauf durch einen Streik empfindlich stören können. Funktionseliten zeichnen sich dadurch aus, dass der Betrieb der Unternehmen, bei denen sie beschäftigt sind, unbedingt von ihrer Arbeitsleistung abhängt und nicht durch Dritte ersetzt werden kann. In den letzten Jahren haben sich in Deutschland die Mitglieder der Funktionseliten einiger Branchen in Spartengewerkschaften zusammengeschlossen und erfolgreich erhebliche Verbesserungen ihrer tariflichen Beschäftigungsbedingungen in Arbeitskämpfen durchgesetzt. Damit wichen sie vom zuvor üblichen Branchenprinzip der großen Einheitsgewerkschaften und dem Grundsatz der Tarifeinheit ab.
Funktionseliten sind zum Beispiel
- Verkehrspiloten in Fluggesellschaften (Spartengewerkschaft Vereinigung Cockpit),
- Fluglotsen und Arbeiter auf dem Vorfeld (Gewerkschaft der Flugsicherung),
- Lokführer in Eisenbahngesellschaften (Gewerkschaft Deutscher Lokomotivführer),
- Krankenhausärzte (Marburger Bund) und
- Vertragsspieler in Sportvereinen (z. B. Vereinigung der Vertragsfußballspieler).